# Bỉ (Xuân Thu)
Bỉ (tiếng Trung: 紕) là một phiên thuộc của nhà Châu, ước tọa lạc ở địa phận tỉnh Thiểm Tây hiện nay.

## Lịch sử
Theo Sử ký, vào năm 771 TCN có việc Thân hầu liên minh với nước Tăng và tộc Khuyển Nhung cùng tiến công Cảo Kinh. U vương đốt phong hỏa triệu tập chư hầu mà không ai hưởng ứng, sau bị sát hại ở Ly Sơn. Mặc dù chúa các nước Thân, Lỗ, Hứa đồng lòng suy tôn thái tử Nghi Cữu đăng cơ, nhưng vì quân Khuyển Nhung cướp phá quá tàn tệ Cảo Kinh nên triều đình nhà Châu phải thiên đô sang Lạc Ấp. Từ đó sử ký gọi là thời Xuân Thu.
Để vỗ yên sự hiếu sát của các nhóm Khuyển Nhung, Bình vương phải phong quan tước và tặng nhiều vàng ngọc cho các lãnh tụ rợ. Bào Đột, trưởng tử của một lãnh tụ Khuyển Nhung là Bào Bốc (鮑蔔), được cấp cho thực ấp 10 vạn hộ và toàn quyền cai quản đất Cảo Kinh cũ. Thái bình quảng ký xác nhận đây là sự kiện dẫn tới việc hình thành nước Bỉ.
Cương vực Bỉ ban sơ chỉ tập trung ở Cảo Ấp và mấy dải đất phía Bắc của nó, sau đến khoảng đời Cảnh vương, Điệu vương thì rời lên mạn Bắc Vị Hà bởi một dịch bệnh kéo dài. Các chúa nước Bỉ đều mang họ Bào và thường liên hôn với triều đình nước Thân và đôi khi nước Tần.
Nước Bỉ có lẽ đã tồn tại đến sơ kỳ Chiến Quốc thì bị nước Tần thôn tính, nguyên nhân có thể do không chịu thần phục hoặc bị suy vi.

## Quốc quân
- Bào Đột (鮑葖)
- Bào Thái Khang (鮑太康)
- Bào Tích Ninh (鮑昔宁)
- Bào Tích Ước (鮑昔箹)
- Bào Nhiêm (鮑姌)
- Bào Phủng (鮑唪)
- Bào Tủng (鮑傱)